# Tina Tomlje
Tina Tomlje, slovenska pravnica in političarka, * 1935, Ljubljana.
Sprva je delovala kot direktorica Zavoda za napredek gospodinjstva. Bila je tudi republiška in zvezna poslanka v Skupščini SFRJ, med letoma 1982 in 1986 pa je bila predsednica Skupščine mesta Ljubljana (prva županja slovenskega glavnega mesta). Poročena je bila z Janezom Zemljaričem.